# Екосистемска перспектива
Екосистемска перспектива је концептуални оквир у коме социјални радник бележи системске односе у варијаблама случаја. Екосистемска перспектива не нуди прописану процедуру интервенције јер би то био теоретски покушај да се предвиди феномен у својој повезаности и комплексности. Ова перспектива дозвољава вишеструки теоретски засноване праксе, приступе и улоге.